# Hoa khôi Áo dài Việt Nam 2014
Hoa khôi Áo dài Việt Nam 2014 là cuộc thi Hoa khôi Áo dài Việt Nam - Đường tới vương miện Hoa hậu Thế giới lần đầu tiên, được tổ chức vào ngày 5 tháng 1 năm 2015 tại Trung tâm Hội nghị GEM, Quận 1, Thành phố Hồ Chí Minh. Người chiến thắng của cuộc thi là thí sinh Trần Ngọc Lan Khuê, đến từ Thành phố Hồ Chí Minh. Cô được trao vương miện bởi giám khảo Ivian Sarcos, Hoa hậu Thế giới 2011 đến từ Venezuela. Người chiến thắng của cuộc thi sẽ đại diện Việt Nam tham gia Hoa hậu Thế giới 2015, Á khôi 1 tham gia Hoa hậu Quốc tế 2015 và Á khôi 2 dự thi Hoa hậu Siêu quốc gia 2015.

## Kết quả

### Danh hiệu
| Kết quả                                                                                     | Thí sinh | Vị trí quốc tế                                                                                                   |
| Hoa khôi Áo dài Việt Nam 2014 (Miss Model the World Vietnam 2012) (Miss World Vietnam 2015) | - Trần Ngọc Lan Khuê – Thành phố Hồ Chí Minh | - Á hậu 2 – Asian Super Model Contest 2012 - Top 36 – Miss Model the World 2012 - Top 11 – Hoa hậu Thế giới 2015 |
| Á khôi 1 (Miss International Vietnam 2015)                                                  | - Phạm Hồng Thúy Vân – Thành phố Hồ Chí Minh | - Á hậu 3 – Hoa hậu Quốc tế 2015                                                                                 |
| Á khôi 2 (Miss Grand Vietnam 2015) (Miss Supranational Vietnam 2015)                        | - Nguyễn Thị Lệ Quyên – Bạc Liêu | - Tham dự – Hoa hậu Hòa bình Quốc tế 2015 - Tham dự – Hoa hậu Siêu quốc gia 2015                                 |
| Top 6                                                                                       | - Nguyễn Ngọc Anh Thư – Thành phố Hồ Chí Minh - Phan Thị Thanh Nhàn – Đồng Nai - Nguyễn Thị Thu Thủy – Ninh Bình                                                                                 | |
| Top 12                                                                                      | - Nguyễn Diana † – Hà Nội - Nguyễn Thị Thanh Tuyền – Long An - Văn Thị Vân – Thừa Thiên Huế | |
| Top 12                                                                                      | - Trương Thị Diệu Ngọc – Đà Nẵng | - Tham dự – Hoa hậu Thế giới 2016                                                                                |
| Top 12                                                                                      | - Nguyễn Huỳnh Kim Duyên – Kiên Giang | - Top 16 – Hoa hậu Hoàn vũ 2021 - Á hậu 2 – Hoa hậu Siêu quốc gia 2022                                           |
| Top 12                                                                                      | - Nguyễn Thị Ngọc Phi – Đắk Lắk | |
| Top 18                                                                                      | - Lê Thị Hà Chiêu – Bình Định (thí sinh ảo) - Đỗ Thị Kim Ngân – Lạng Sơn - Vũ Thị Ngọc – Hải Dương - Quế Chi – Đà Nẵng - Khúc Hà Ngọc Dung – Đà Nẵng - Huỳnh Thị Tú Uyên – Thành phố Hồ Chí Minh | |

## Các giải thưởng phụ
| Giải phụ                                     | Thí sinh                                     |
| -------------------------------------------- | -------------------------------------------- |
| Thí sinh có vóc dáng cải thiện tích cực nhất | - Phạm Hồng Thúy Vân – Thành phố Hồ Chí Minh |
| Thí sinh tự tin tỏa sáng                     | - Trần Ngọc Lan Khuê – Thành phố Hồ Chí Minh |
| Thí sinh được yêu thích nhất                 | - Nguyễn Thị Thanh Tuyền – Long An           |

## Top 18 thí sinh tham gia
| STT | Họ và tên              | Chiều cao | Quê quán              | Thành tích                                             |
| --- | ---------------------- | --------- | --------------------- | ------------------------------------------------------ |
| 1   | Võ Quế Chi             | 1m68      | Đà Nẵng               |                                                        |
| 2   | Lê Thị Hà Chiêu        | 1m75      | Bình Định             |                                                        |
| 3   | Nguyễn Diana †         | 1m66      | Hà Nội                | Top 12                                                 |
| 4   | Khúc Hà Ngọc Dung      | 1m70      | Đà Nẵng               |                                                        |
| 5   | Nguyễn Huỳnh Kim Duyên | 1m73      | Kiên Giang            | Top 12                                                 |
| 6   | Trần Ngọc Lan Khuê     | 1m76      | Thành phố Hồ Chí Minh | Hoa khôi Áo dài Việt Nam 2014 Thí sinh tự tin tỏa sáng |
| 7   | Đỗ Thị Kim Ngân        | 1m74      | Lạng Sơn              |                                                        |
| 8   | Trương Thị Diệu Ngọc   | 1m80      | Đà Nẵng               | Top 12                                                 |
| 9   | Vũ Thị Ngọc            | 1m72      | Hải Dương             |                                                        |
| 10  | Phan Thị Thanh Nhàn    | 1m65      | Đồng Nai              | Top 6                                                  |
| 11  | Nguyễn Thị Ngọc Phi    | 1m72      | Đắk Lắk               | Top 12                                                 |
| 12  | Nguyễn Thị Lệ Quyên    | 1m75      | Bạc Liêu              | Á khôi 2                                               |
| 13  | Nguyễn Thị Thu Thủy    | 1m72      | Ninh Bình             | Top 6                                                  |
| 14  | Nguyễn Ngọc Anh Thư    | 1m70      | Thành phố Hồ Chí Minh | Top 6                                                  |
| 15  | Nguyễn Thị Thanh Tuyền | 1m75      | Long An               | Top 12 Thí sinh được yêu thích nhất                    |
| 16  | Huỳnh Thị Tú Uyên      | 1m68      | Thành phố Hồ Chí Minh |                                                        |
| 17  | Phạm Hồng Thúy Vân     | 1m72      | Thành phố Hồ Chí Minh | Á khôi 1 Thí sinh có vóc dáng cải thiện tích cực nhất  |
| 18  | Văn Thị Vân            | 1m77      | Thừa Thiên Huế        | Top 12                                                 |

## Thông tin thí sinh
- Trần Ngọc Lan Khuê: Tham gia Siêu mẫu Việt Nam 2011 và dừng chân sau vòng sơ khảo, Top 28 Siêu mẫu Việt Nam 2012 và giành giải phụ Siêu mẫu Triển vọng, Á quân 2 Siêu mẫu Châu Á 2012 cùng giải phụ Siêu mẫu ăn ảnh, giải Vàng Siêu mẫu Việt Nam 2013, Top 11 Hoa hậu Thế giới 2015 cùng các thành tích (People's Choice Award, World Fashion Designer, Top 30 Hoa hậu Siêu mẫu), được mời làm đại diện Việt Nam tại Hoa hậu Hòa bình Quốc tế 2016 nhưng từ chối vì lý do công việc, giám khảo Hoa hậu Sắc đẹp Quốc tế 2023.
- Phạm Hồng Thúy Vân: Top 20 Hoa hậu Tuổi Teen Việt Nam 2012, tham gia Vietnam's Next Top Model 2012 nhưng không có thành tích gì, Top 10 Ngôi sao Người mẫu 2014 cùng giải phụ Ngôi sao Người mẫu Phong cách, Á hậu 3 Hoa hậu Quốc tế 2015, Á hậu 2 Hoa hậu Hoàn vũ Việt Nam 2019 cùng các giải phụ (Người đẹp Truyền thông, Best English Skill), Huấn luyện viên Hoa hậu Thể thao Việt Nam 2022.
- Nguyễn Thị Lệ Quyên: Quán quân Project Runway Vietnam 2013, Top 25 Siêu mẫu Việt Nam 2013 cùng giải phụ Siêu mẫu Tài năng, Đại diện Việt Nam tham gia Hoa hậu Hòa bình Quốc tế 2015 nhưng không có thành tích gì và Hoa hậu Siêu quốc gia 2015 cùng các giải phụ (Truyền thông Xã hội, Top 3 Trang phục dạ hội đẹp nhất).
- Vũ Thị Ngọc: Top 70 Hoa hậu Hoàn vũ Việt Nam 2015.
- Nguyễn Thị Ngọc Phi: Tham gia Hoa hậu Việt Nam 2016 và dừng chân sau vòng Chung khảo phía Nam.
- Nguyễn Ngọc Anh Thư: Top 27 Siêu mẫu Việt Nam 2015.
- Trương Thị Diệu Ngọc: Top 5 Ngôi sao Người mẫu tương lai 2012, Top 10 Hoa hậu Hoàn vũ Việt Nam 2015, Đăng quang Hoa khôi Áo dài Việt Nam 2016, Đại diện Việt Nam tại Hoa hậu Thế giới 2016 và lọt Top 37 Hoa hậu Nhân ái, tham gia The New Mentor 2023 và dừng chân sau vòng chọn đội.
- Đỗ Thị Kim Ngân: Top 17 Vietnam's Next Top Model 2013.
- Nguyễn Diana: Top 15 Hoa hậu Hoàn vũ Việt Nam 2019 cùng giải phụ Người đẹp Thể thao.
- Nguyễn Huỳnh Kim Duyên: Hoa khôi Sinh viên Thanh lịch Trường Đại học Nam Cần Thơ 2016, Top 36 Hoa hậu Việt Nam 2016, Á hậu 1 Hoa hậu Hoàn vũ Việt Nam 2019, Top 16 Hoa hậu Hoàn vũ 2021 (Thí sinh được bình chọn nhiều nhất từ khán giả), Huấn luyện viên Tôi là Hoa hậu Hoàn vũ Việt Nam 2022, Á hậu 2 Hoa hậu Siêu quốc gia 2022 (Supra Model Asia và Supra Chat Winner).
- Nguyễn Thị Thu Thủy: Người đẹp Cố đô Hoa Lư 2010.

## Dự thi quốc tế
| Cuộc thi                       | Tên                    | Danh hiệu | Thứ hạng       | Giải thưởng đặc biệt                                                                             |
| ------------------------------ | ---------------------- | --------- | -------------- | ------------------------------------------------------------------------------------------------ |
| Asian Super Model Contest 2012 | Trần Ngọc Lan Khuê     | Hoa khôi  | 2nd Runner-up  | Siêu mẫu ăn ảnh                                                                                  |
| Miss Model of the World 2012   | Trần Ngọc Lan Khuê     | Hoa khôi  | Top 36         | Không                                                                                            |
| New Silk Road Model Look 2013  | Trần Ngọc Lan Khuê     | Hoa khôi  | 1st Runner-up  | Không                                                                                            |
| Miss World 2015                | Trần Ngọc Lan Khuê     | Hoa khôi  | Top 11         | People's Choice Award World Fashion Designer Award Top 10 Beauty with a Purpose Top 30 Top Model |
| Miss International 2015        | Phạm Hồng Thúy Vân     | Á khôi 1  | 3rd Runner-up  | Không                                                                                            |
| Miss Grand International 2015  | Nguyễn Thị Lệ Quyên    | Á khôi 2  | Không đạt giải | Không                                                                                            |
| Miss Supranational 2015        | Nguyễn Thị Lệ Quyên    | Á khôi 2  | Không đạt giải | Best of Social Media Top 3 Best in Evening Gown                                                  |
| Miss World 2016                | Trương Thị Diệu Ngọc   | Top 12    | Không đạt giải | Top 37 Beauty with a Purpose                                                                     |
| Miss Universe 2021             | Nguyễn Huỳnh Kim Duyên | Top 12    | Top 16         | People's Choice                                                                                  |
| Miss Supranational 2022        | Nguyễn Huỳnh Kim Duyên | Top 12    | 2nd Runner-up  | Supra Model Asia Supra Chat Winner                                                               |